# Sportpalasttalen
Sportpalasttalen eller Den totale krig-talen var en tale, som den tyske propagandaminister Joseph Goebbels holdt i Berliner Sportpalast til et stort, men nøje udvalgt, publikum den 18. februar 1943, da slaget ved Stalingrad var tabt, og  anden verdenskrig var begyndt at gå dårligt for Nazityskland.

## Eksterne kilder
- Uddrag fra sportpalasttalen (på tysk)